# Судова практика
Судова́ пра́ктика — масив судових рішень, що створюється в процесі діяльності судових органів, перш за все судів вищих інстанцій. Залежно від правової системи, цей термін може позначати вторинне джерело права, пов'язане винятково з інтерпретаційно-правовою та правозастосовчою судовою діяльністю (континентальна європейська традиція), або первинне джерело, що має характер судового прецеденту (англійська традиція).

## Загальна характеристика
Судова практика у вузькому розумінні є правоположеннями, які створюються судовими органами та конкретизують норми права. Виділяють три види таких правоположень, що є одночасно і змістом судової практики:
- ті, що виникають у результаті заповнення прогалин у праві;
- ті, що конкретизують і деталізують зміст приписів загального характеру;
- ті, що виникають у результаті конкретизації й деталізації загальних положень, понять і термінів законодавства(тобто тлумачення норм права).

У широкому розумінні судова практика — це діяльність усіх ланок судової системи щодо виконання покладених на них завдань.
За об'єктом впливу судова практика охоплює цивільні, адміністративні, господарські, кримінальні справи, існує також конституційна, міжнародна з прав людини, у тому числі і практика Європейського суду з прав людини. Суб'єктом судової практики в Україні в минулому чи зараз виступають Верховний Суд України, Пленум Верховного Суду України, Конституційний Суд України, Вищі спеціалізовані суди України (Вищий спеціалізований суд України з розгляду цивільних і кримінальних справ, Вищий адміністративний суд України, Вищий господарський суд України), Пленуми вищих спеціалізованих судів, а також Європейський суд з прав людини.

## Значення судової практики для країн англо-американської правової сім'ї
В англосаксонській правовій сім'ї основним джерелом права є судовий прецедент. Вищі судові інстанції таким чином здійснюють нормотворення. Проте, окрім цього, діяльність судів має значний вплив і на дію законодавства.
Так, хоча суди не можуть доповнювати статут, але саме вони застосовують статут в кожній конкретній ситуації і тлумачать статут відповідно до тих правил і презумпцій, які вони самі розробили. При тлумаченні судами законів, суди не можуть змінювати зміст норм закону. Але судді англосаксонської правової сім'ї часто звертаються до прецедентів тлумачення, для з'ясування змісту закону, що може призвести до виникнення суттєвої різниці між реальним змістом закону і змістом, який вкладають у нього суди. Таким чином, в англосаксонській правовій системі судова практика виходить за межі конкретизації й деталізації загальних положень, понять і термінів законодавства. Вона може конкретизувати і деталізувати зміст приписів загального характеру.

## Значення судової практики у державах романо-германської сім'ї
Право держав романо-германської правової сім'ї складається не тільки з правових норм, сформульованих законодавцем, а й включає їх тлумачення уповноваженими органами. При цьому припис, який набуває прецедентного характеру, зумовлений не власною ініціативою судді, за аналогією із прийняттям актів законодавцем, а виникає з конкретно наявних правовідносин. Судова практика розглядається як неформальне, вторинне джерело права. Вона може надати переконливе обґрунтування для судового рішення, однак посилання на судову практику необхідно об'єднувати з посиланням на відповідний закон або на інше формальне джерело права.
Суди романо-германської правової сім'ї впливають на норми права у прямій та непрямій формі.
Безпосередньо впливають на саме існування норми права, коли зважають набранню її чинності, визнають її нечинною або такою, що не підлягає застосуванню.
Непрямий вплив полягає в тому, що вищі судові інстанції контролюють тлумачення норм права звичайними судами під час розгляду конкретних справ.
Країни романо-германського права можна умовно поділити на ті, що офіційно визнають судову правотворчість (ФРН, Іспанія, Швейцарія, Португалія, Туреччина) і на ті, де судова правотворчість законодавчо не закріплюється, але фактично існує (Франція, Данія, Греція, Італія, Швеція, Норвегія, Фінляндія та ін.)
Характерною рисою французької доктрини є заборона на створення в судовому рішенні норми права, яка буде застосовуватися в аналогічних випадках. Згідно зі ст. 5 Цивільного кодексу Франції суддям заборонено виносити рішення у вигляді положень загального або регламентарного характеру. Однак відповідно до доктрини усталеної судової практики (jurisprudence constante) низка раніше прийнятих та узгоджених судових рішень розглядається як переконливий доказ правильного тлумачення правової норми. Роль судді є основою в застосуванні закону, його інтерпретації, заповнені наявних прогалин, а також у його оновлені, оживлені.
У німецькій правовій традиції до легітимних функцій суду належіть, зокрема, функція розвитку й удосконалення права, що включає повноваження на правотворчу діяльність. Німецька система судових рішень має змішаний характер. На відміну від французької доктрини визнається необхідність правового обґрунтування рішення судді, у постановах досить часто використовуються посилання на прийняті раніше рішення, однак відсутня обов'язкова сила прецеденту, за винятком рішень Федерального конституційного суду.
Іспанська судова практика заснована на низці рішень Верховного Суду Іспанії і формує загальну правову доктрину (doctrina legal). Її порушення є підставою для оскарження судових рішень до Верховного суду.
Ст.1 Цивільного кодексу Швейцарії зазначає, що в разі відсутності норм, які мають застосовуватись до справи, суддя повинен вирішувати питання відповідно до чинного звичаєвого права. А в разі відсутності звичаю, — відповідно до правил, які він створив би, коли б був законодавцем.
Роль судової практики підвищується у тих країнах романо-германської правової сім'ї, що є членами ЄС. Це пов'язано з тим, що в ЄС визнаний прецедентний характер рішень Суду ЄС та їх статус як найвищих джерел європейського права.

## Роль судової практики у формуванні права України
Україна належить до романо-германської правової сім'ї. Одним з дискусійних питань щодо судової практики є визначення її правового статусу, як окремого джерела права.
Попри традиційні для радянської науки повне заперечення судової практики як джерела права чи твердження, що судова практика може бути джерелом права хіба що в тій частині, в якій вона зображена в роз'ясненнях Пленуму Верховного Суду, сучасна правова доктрина змінюється в цьому питанні.
Фактично, поступово судова практика визнається джерелом права в повному обсязі (рішення Конституційного Суду України, Верховного Суду України, інших судових інстанцій у конкретних справах). Це показує реальне місце результатів суддівської діяльності серед джерел права.
Відповідна роль судової практики поступово визнається, оскільки закони та інші нормативно — правові акти регулюють суспільні відносини в узагальненій, абстрактній формі. Застосовуючи закон, суд часто не знаходить правової норми для вирішення даної справи. Тому судам потрібно так витлумачити подібну чинну норму, щоб поширити її на даний випадок і покласти в основу свого рішення, це тлумачення застосовується в практиці іншими судами, отримуючи обов'язкову силу і стаючи судовим прецедентом.

## Прояви судової практики в Україні
- Згідно з ч. 2 ст. 150 Конституції України, Конституційний Суд України має виключне право на надання офіційного тлумачення Конституції України. Рішення Конституційного Суду України щодо офіційного тлумачення мають обов'язковий характер для всіх фізичних та юридичних осіб, а також для державної влади та місцевого самоврядування на території України. Окрім резолютивної частини такого рішення, прецедент тлумачення можна знайти у мотивувальній частині як цього рішення, так і рішення про відповідність Конституції України законів та інших визначених законом правових актів.
- Згідно зі ст. 111-23 Господарського процесуального кодексу, ст. 458 Кримінального процесуального кодексу, ст. 360-7 Цивільного процесуального кодексу України, рішення Верховного Суду України, прийняте за наслідками розгляду заяви про перегляд судового рішення з мотивів неоднакового застосування судом (судами) касаційної інстанції одних і тих самих норм матеріального права у подібних правовідносинах, є обов'язковим для всіх суб'єктів владних повноважень, які застосовують у своїй діяльності нормативно-правовий акт, що містить зазначену норму права, та для всіх судів України. Суди зобов'язані привести свою судову практику у відповідність із рішеннями Верховного Суду України.Невиконання судових рішень Верховного Суду України тягне за собою відповідальність, установлену законом.
- У чинному законодавстві України відсутня норма, яка б надавала право Пленуму Верховного Суду України давати рекомендаційні роз'яснення судам загальної юрисдикції з питань застосування законодавства, проте деякі роз'яснення Пленуму використовуються судами й нині. Наприклад, Постанова Пленуму № 6 від 4 червня 2010 року «Про деякі питання, що виникають під час розгляду судами України скарг на постанови органів дізнання, слідчого, прокурора про порушення кримінальної справи».
- Окрім того, у системі судів загальної юрисдикції судова практика вищих судових інстанцій виступає орієнтиром як для нижчих судів, так і для інших правозастосовних органів. Згідно зі ст. 38 ЗУ «Про судоустрій і статус суддів» Верховний Суд України забезпечує єдність судової практики у порядку та спосіб, визначені процесуальним законом.
- Згідно зі ст. 36 ЗУ «Про судоустрій і статус суддів» Пленуми вищих спеціалізованих судів з метою забезпечення однакового застосування норм права при вирішенні окремих категорій справ відповідної судової спеціалізації узагальнюють практику застосування матеріального і процесуального законів, систематизують та забезпечують оприлюднення правових позицій вищого спеціалізованого суду з посиланням на судові рішення, в яких вони були сформульовані.
- Згідно зі ст. 17 ЗУ «Про виконання рішень та застосування практики Європейського суду з прав людини» суди України зобов'язані застосовувати Конвенцію та практику Суду як джерело права. З моменту набуття чинності рішення Суду стають джерелом судової практики Європейського Суду з прав людини. Ця судова практика визнається джерелом загальноєвропейських стандартів прав людини і повинна враховуватися органами всіх держав — учасниць конвенції.